# Cầu Phú Long
Cầu Phú Long là một cây cầu bắc qua sông Sài Gòn, nối Quận 12, Thành phố Hồ Chí Minh và thành phố Thuận An, tỉnh Bình Dương, Việt Nam.

## Vị trí
Cầu nằm cách vị trí cầu sắt Phú Long cũ khoảng 1 km về phía hạ lưu, kết nối đường Hà Huy Giáp (thuộc phường Thạnh Lộc, Quận 12) và quốc lộ 13 (đoạn qua phường Lái Thiêu, thành phố Thuận An).

## Thiết kế
Cầu Phú Long và đường dẫn có tổng chiều dài 1.474 m. Trong đó, phần cầu chính dài 595 m, rộng 26 m với bốn làn xe cơ giới và hai làn xe hỗn hợp.

## Thi công
Công trình có tổng vốn đầu tư là 898 tỷ đồng, trong đó nguồn vốn ngân sách TP.HCM là 688 tỷ đồng và Bình Dương là 210 tỷ đồng. Cầu được khởi công vào tháng 11 năm 2008 và thông xe vào ngày 1 tháng 2 năm 2012.

## Cầu Phú Long cũ (1913–2019)
Cầu Phú Long cũ (còn được gọi là cầu sắt Phú Long hay cầu sắt Lái Thiêu) do hãng thầu Levallois-Perret của Pháp xây dựng vào năm 1913, là cầu đường sắt thuộc tuyến Sài Gòn - Lộc Ninh dài 141 km. Cầu có dạng dàn thép Eiffel và dàn vòm thép với chiều dài 251,7 m, có 5 trụ và 6 nhịp. Trong chiến tranh, cầu từng bị đánh sập hai lần, sau đó được phục hồi lại.
Cầu nằm cách cầu Phú Long hiện nay khoảng 1 km về phía thượng lưu, nối đường Hà Huy Giáp (Quận 12) với đường 3/2 (thành phố Thuận An).

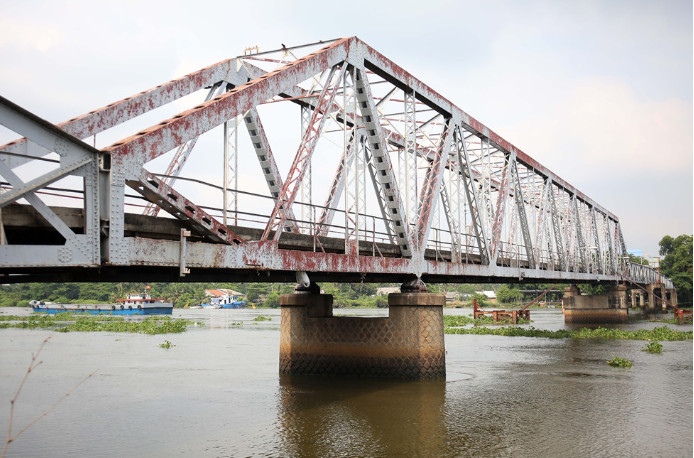
Cầu sắt Phú Long cũ, đã phá bỏ

Sau hơn 100 năm hoạt động, cầu đã xuống cấp, không đảm bảo an toàn giao thông nên đã được Sở Giao thông vận tải TP HCM cho tháo dỡ từ ngày 20 tháng 4 năm 2019.